# Amoxicillin/acid clavulanic
Amoxicillin/acid clavulanic, hay còn được gọi là co-amoxiclav, là một kháng sinh hữu ích trong điều trị một số bệnh nhiễm khuẩn. Thuốc này là một sự kết hợp từ amoxicillin, một kháng sinh β-lactam, và kali clavulanate, một chất ức chế enzyme β-lactamase. Kháng sinh này được sử dụng đặc hiệu cho bệnh viêm tai giữa, viêm họng, viêm phổi, viêm mô tế bào, nhiễm trùng đường tiết niệu, động vật cắn và bệnh lao. Chúng được đưa vào cơ thể qua đường uống hoặc tiêm vào tĩnh mạch.
Các tác dụng phụ thường gặp bao gồm tiêu chảy, nôn mửa và phản ứng dị ứng. [3] Kháng sinh cũng có thể làm tăng nguy cơ nhiễm trùng nấm men, nhức đầu và các vấn đề về đông máu. Thuốc được khuyến cáo không nên sử dụng ở những người có tiền sử dị ứng với penicillin. Chúng tương đối an toàn để sử dụng khi đang trong giai đoạn mang thai.
Amoxicillin/acid clavulanic đã được chấp thuận cho mục đích y tế tại Hoa Kỳ vào năm 1984. Nó nằm trong danh sách các loại thuốc thiết yếu của Tổ chức Y tế Thế giới, hay nhóm các loại thuốc hiệu quả và an toàn nhất cần thiết trong một hệ thống y tế. Chúng có sẵn dưới dạng thuốc gốc. Chi phí bán buôn ở các nước đang phát triển là khoảng 0,18 đến 1,14 USD mỗi ngày. Tại Hoa Kỳ một khóa điều trị có giá từ 50 đến 100 USD.